# Kungsängen (stacja kolejowa)

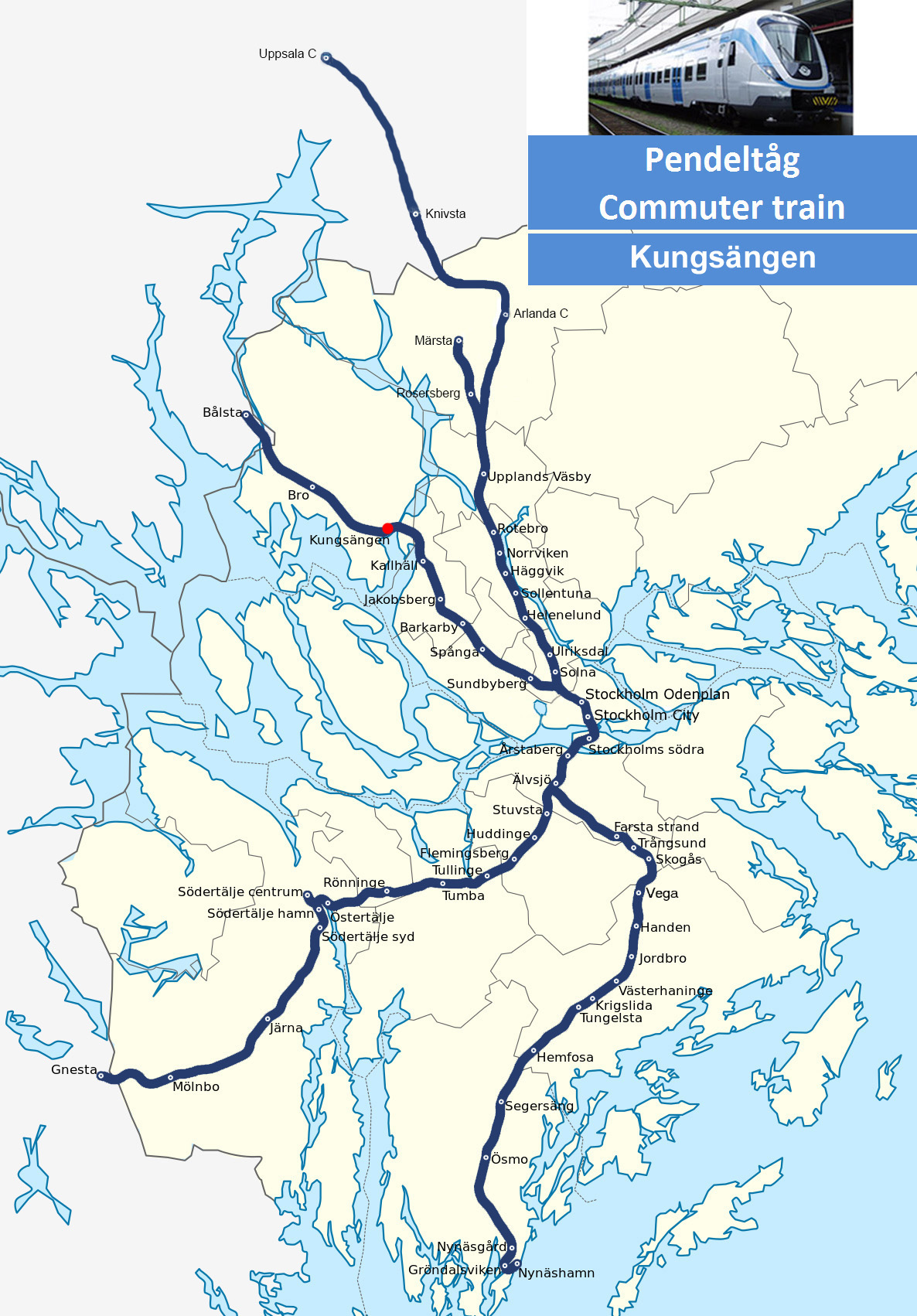
Położenie stacji na mapie

Kungsängen – stacja kolejowa w Kungsängen, w Gminie Upplands-Bro, w regionie Sztokholm, w Szwecji. Znajduje się na Mälarbanan, 26,2 km od Dworca Centralnego w Sztokholmie i jest obsługiwana przez pociągi Stockholms pendeltåg. Znajduje się w bezpośrednim sąsiedztwie centrum Kungsängen i jest także obsługiwana przez kilka linii autobusowych. Obsługuje dziennie około 4 500 pasażerów.

## Linie kolejowe
- Mälarbanan